# Verónica Gerber Bicecci
Verónica Gerber Bicecci (Ciudad de México, 14 de noviembre de 1981) es una artista y escritora mexicana, que se define a sí misma como una «artista visual que escribe». Se graduó de la Licenciatura en Artes plásticas de la Escuela Nacional de Pintura, Escultura y Grabado «La Esmeralda» y de la Maestría en Historia del Arte de la Universidad Nacional Autónoma de México. Su obra explora las relaciones y desafía los límites entre arte y literatura, texto e imagen. Ha publicado ensayos, artículos y reseñas en las revistas Letras Libres, Make, Grante y Tierra adentro. Su novela Conjunto vacío ha sido reconocida como innovadora por el uso de dibujos inspirados en los diagramas de Venn desafiante de los géneros literarios.
Su obra ha sido expuesta en muestras colectivas e individuales en México en el Museo Universitario de Arte Contemporáneo, el Museo Universitario del Chopo, Casa Vecina, Galería Aldaba Arte, Museo de la Ciudad de México, Centro Cultural de España en México, Museo Carrillo Gil, así como en Alemania y Uruguay.
Como docente ha impartido talleres en el Centro Cultural de España en México, coordinado el Seminario de Producción Fotográfica del Centro de la Imagen,y actualmente es parte del equipo docente de SOMA, una escuela de arte contemporáneo ubicada en la Ciudad de México.

## Publicaciones

#### Ensayo
- Mudanza (México, Auieo/Taller Ditoria, 2010).
- Palabras migrantes (Impronta Casa Editora, 2018).

#### Ensayo visual
- Los hablantes (México: Museo Universitario de Arte Contemporáneo, 2014).[7]
- El vacío amplificado (México: Impronta Casa Editora/PAOS GDL, 2016).
- Las palabras y las imágenes (México: Minerva Editorial, 2018).[8]

#### Novela
- Conjunto vacío (México: Almadía, 2015). Traducida al inglés por Christina MacSweeney (Estados Unidos: Coffee House Press, 2018).
- La Compañía (México: Almadía, 2019).[9]

#### Cuento
- «La fragilidad de las esferas» en Nochebuena en tu cuerpo (México: Tusquets, 2011).[10]

Poesía
- Otro día... (poemas sintéticos) (México: Almadía, 2019).[11]

Antología
- En una orilla brumosa. Cinco rutas para repensar los futuros de las artes visuales y la literatura, col. Disertaciones 8 (México: Gris tormenta, 2021).[12]

## Exposiciones

#### Individuales
- 2002: ¿Te acuerdas del Principito? Citlaltépetl 8-901, Ciudad de México.
- 2008: Homesick. Curada por Paulina Lasa. Galería Aldaba Arte, Ciudad de México.
- 2010: Invisible_Indecible. Curada por Mauricio Marcín. El Clauselito, proyecto no. 12, Museo de la Ciudad de México.
- 2012: Trail. Curada por Iñaki Herranz. Casa vecina, Programa Bolso negro, Ciudad de México.

- 2014: Los hablantes. Curada por Amanda de la Garza y Cecilia Delgado. Museo Universitario de Arte Contemporáneo como parte del Programa Intemperie Sur.[13]

#### Colectivos
- 2004: El sueño de la campamocha. Galería Art & Idea, Ciudad de México
- 2005: Esto no es una canción de amor. Curaduría de Marco Arce, Galería Ramis Barquet, Monterrey, Ciudad de México
- 2006:Archivo en proceso. San Jerónimo 40, Ciudad de México.
- 2006: Dust in the wind. Curaduría de Marco Arce, Galería Ramis Barquet, Monterrey, México.
- 2006: ¡Suerte en pila! Harto espacio, Montevideo, Uruguay.
- 2006: Cage romántico. Curaduría de Marco Arce, Galería Ramis Barquet, Monterrey, México.
- 2006: Sistema de riego. Un proyecto de MoNDAo corp., Baluarte de Santa Rosa, Campeche, México.
- 2007: Äquatortaufe. Kunst Arkaden, Múnich, Alemania.
- 2009: Proyecto Last, The NY Art Book Fair, 2.ª, P.S.1, Nueva York, Estados Unidos.
- 2009: Proyecto Last, Feria Internacional del Libro de Artista. Biblioteca México–Centro de la Imagen, Ciudad de México.
- 2010:Group FAX: Estambul, Nueva York, París, Ciudad de México, Ciudad del Cabo. Museo Carrillo Gil.
- 2012: Todos los libros desaparecerán, curada por Analía Solomonoff, Centro Cultural de España. Ciudad de México.
- 2012: Mapas invisibles, curada por Violeta Horcasitas, Galería Luis Adelantado, Ciudad de México
- 2012: Duplicitous Storytellers, curada por Fabiola Iza, Casa del Lago, Ciudad de México.
- 2013: Tropicália negra. Willy Kautz, curador. Museo experimental el Eco, Ciudad de México.
- 2014: Transcripciones. Esteban King, curador. Museo Universitario del Chopo, Ciudad de México.
- 2014: Ilusión óptica. Graciela Kasep, Iñaki Herranz y Octavio Avendaño, curadores. Museo de Arte Moderno, Ciudad de México.

## Premios y distinciones
- Premio Internacional de Literatura Aura Estrada en 2013.[14]
- Mención honorífica en el Premio Nacional sobre Fotografía convocado por el Centro de la Imagen en 2014.